# Панаевский цикл
«Пана́евский цикл» — серия стихотворений русского поэта Николая Алексеевича Некрасова, написанных в разные годы и посвящённых его многолетней гражданской жене Авдотье Яковлевне Панаевой. Цикл не является авторским и объединяется литературоведами XX века. Стихотворения цикла отражают «прозу жизни» и «прозу в любви». В цикле постоянно прослеживается тема разлуки, которая тесно сопряжена с мотивом близости смерти.
Точное наполнение цикла различается у различных исследователей творчества Некрасова, но к циклу обычно относят следующие стихотворения:
- «Если, мучимый страстью мятежной…» (1847)
- «Поражена потерей невозвратной…» (1848)
- «Так это шутка? Милая моя…» (1850)
- «Да, наша жизнь текла мятежно…» (1850)
- «Я не люблю иронии твоей…» (1850)
- «Мы с тобой бестолковые люди…» (1851)
- «О письма женщины, нам милой…» (1852)
- «Давно — отвергнутый тобою…» (1855)
- «Зачем насмешливо ревнуешь…» (1855)
- «Тяжелый крест достался ей на долю…» (1855)
- «Ты меня отослала далёко…» (1855)
- «Где твое личико смуглое…» (1855)
- «Прощанье» (1856)
- «Прости» (1856)
- «Как ты кротка, как ты послушна…» (1856)
- Иногда к циклу также относят стихотворение «Слёзы и нервы» (1861)